# Sinezona hawaiiensis
Sinezona hawaiiensis is een slakkensoort uit de familie van de Scissurellidae. De wetenschappelijke naam van de soort is voor het eerst geldig gepubliceerd in 2010 door Geiger & McLean.